# Astarte (bogini)

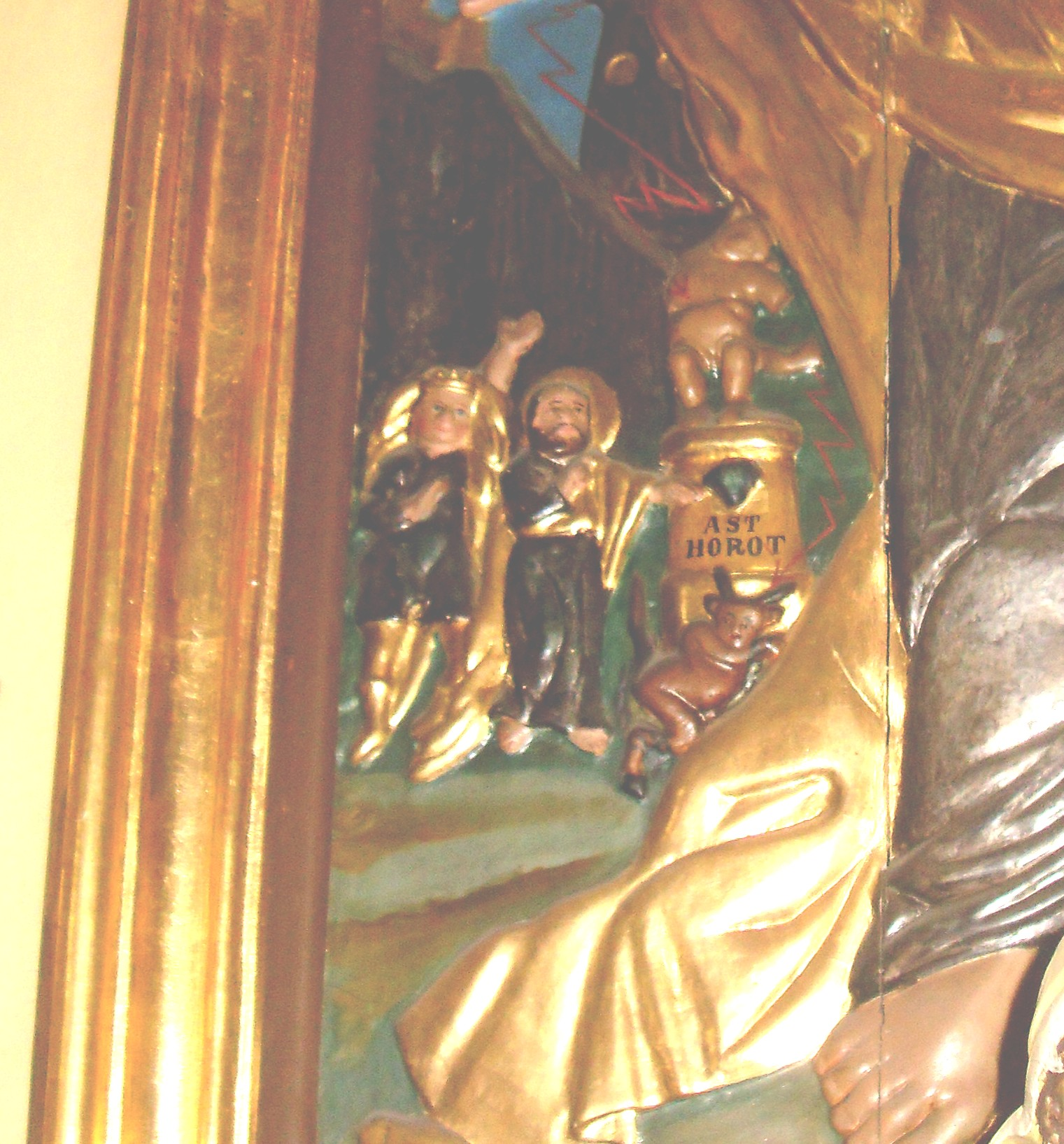
Św. Bartłomiej burzy ołtarz Astarte (Kościół św. Bartłomieja w Czańcu koło Kęt)

Astarte albo Asztarte (gr. Αστάρτη, fenic. 𐤏𐤔𐤕𐤓𐤕) – imię fenickiej i kananejskiej bogini miłości, płodności i wojny, tożsamej z babilońsko-asyryjską boginią Isztar i sumeryjską Inanną (Panią Niebios). Grecy utożsamiali Astarte z Afrodytą.
Współcześnie, podczas prac archeologicznych, odnajdowane są niewielkie stele, figurki i medaliony przedstawiające zapewne Astarte. Na wizerunkach tych bogini przedstawiana jest zwykle naga, bardzo często z kwiatami lotosu (symbole płodności) w dłoniach. Niekiedy stoi na grzbiecie lwa lub konia. Bardzo często, w sposób typowy dla religii kananejskiej, Astarte odbierała cześć pod postacią betyli.
Nieodłącznym elementem kultu Astarte były akty seksualne spełniane pomiędzy wyznawcami odwiedzającymi świątynię a specjalnymi kapłankami zwanymi kedesza. Cześć oddawano również paląc kadzidła, składając w ofierze produkty spożywcze, zwierzęta. 
Astarte, pod imieniem ‘Athtart (‘ṯtrt), pojawia w tekstach z Ugarit, gdzie razem z boginią Anat wspiera Baala w walce z jego wrogami. Astarte czczono także w Egipcie, gdzie jej kult wprowadzili Hyksosi. Inwokację do bogini zawierają także odnalezione w 1964 roku Blaszki z Pyrgi napisane w językach fenickim i etruskim.
Kult Astarte – nazywanej też Królową Niebios (oraz Baala) – bardzo rozpowszechnił się także wśród Izraelitów, o czym niejednokrotnie wspomina Biblia. Spotykało się to ze sprzeciwem kapłanów i proroków hebrajskiego Boga Jahwe, którzy niekiedy doprowadzali do krwawych starć.